# Psalidosphryon spiniscapis
Psalidosphryon spiniscapis är en skalbaggsart som först beskrevs av Schwarzer 1924.  Psalidosphryon spiniscapis ingår i släktet Psalidosphryon och familjen långhorningar.
Artens utbredningsområde är Sulawesi. Inga underarter finns listade i Catalogue of Life.